# Zdravotnictví

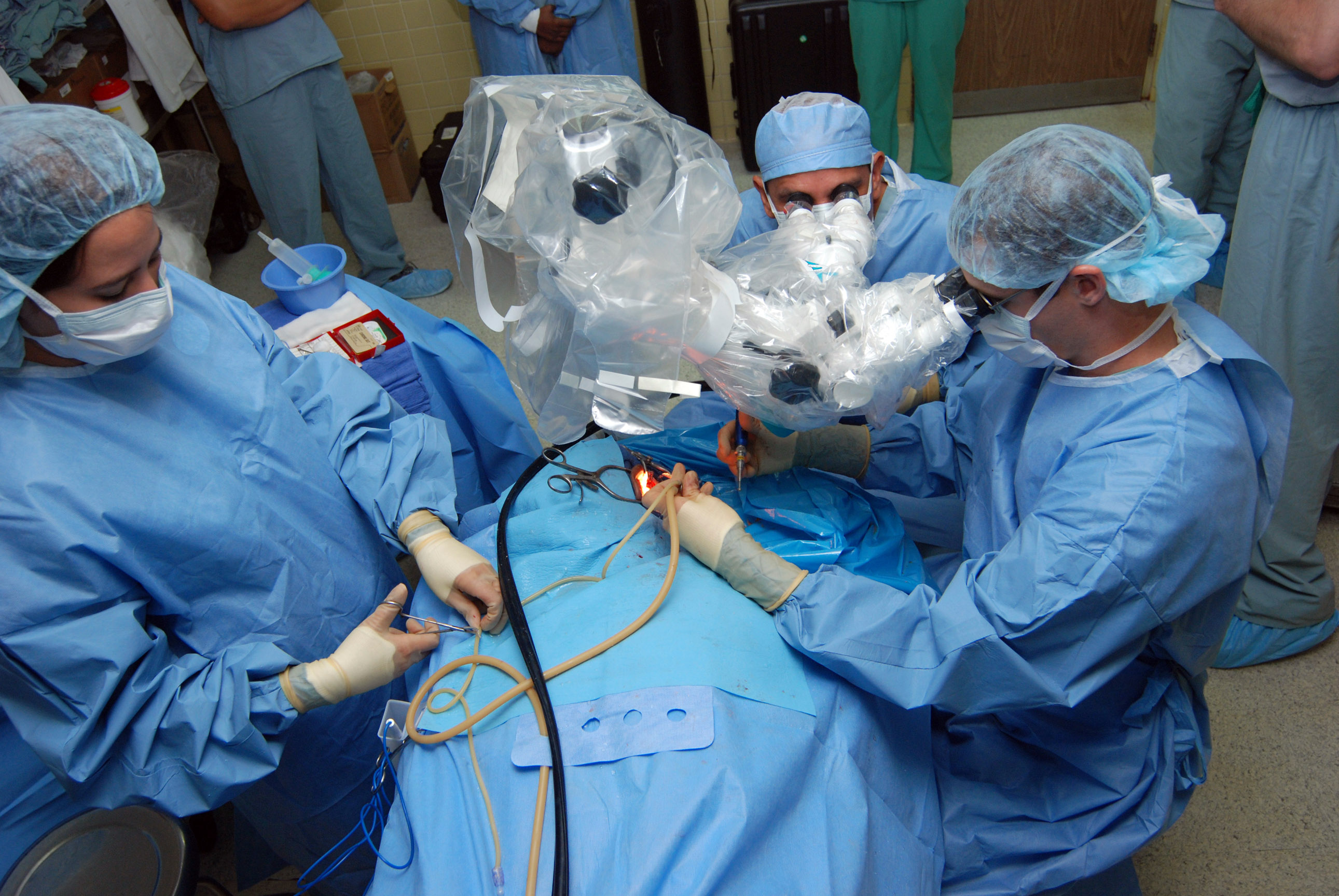
Chirurgie je jeden z nejinvazivnějších, nejobtížnějších a nejdražších zákroků v medicíně.

Zdravotnictví je soubor opatření, postupů a zařízení tvořící systém organizace zdravotní péče a zajišťování veřejného zdraví. Zdravotní péčí se rozumí prevence, ošetřování a zvládání chorob a ochrana duševního a fyzického zdraví využitím služeb zdravotního, ošetřujícího a pomocného personálu. Mezi zdravotnická zařízení patří nemocnice, polikliniky, ordinace lékařů, zdravotnická záchranná služba, hygienická služba, lékárny, specializované léčebné ústavy, výzkumné ústavy, laboratoře a doprava nemocných, raněných a rodiček. Soukromé zdravotnictví může znamenat zhoršenou péči o pacienta.

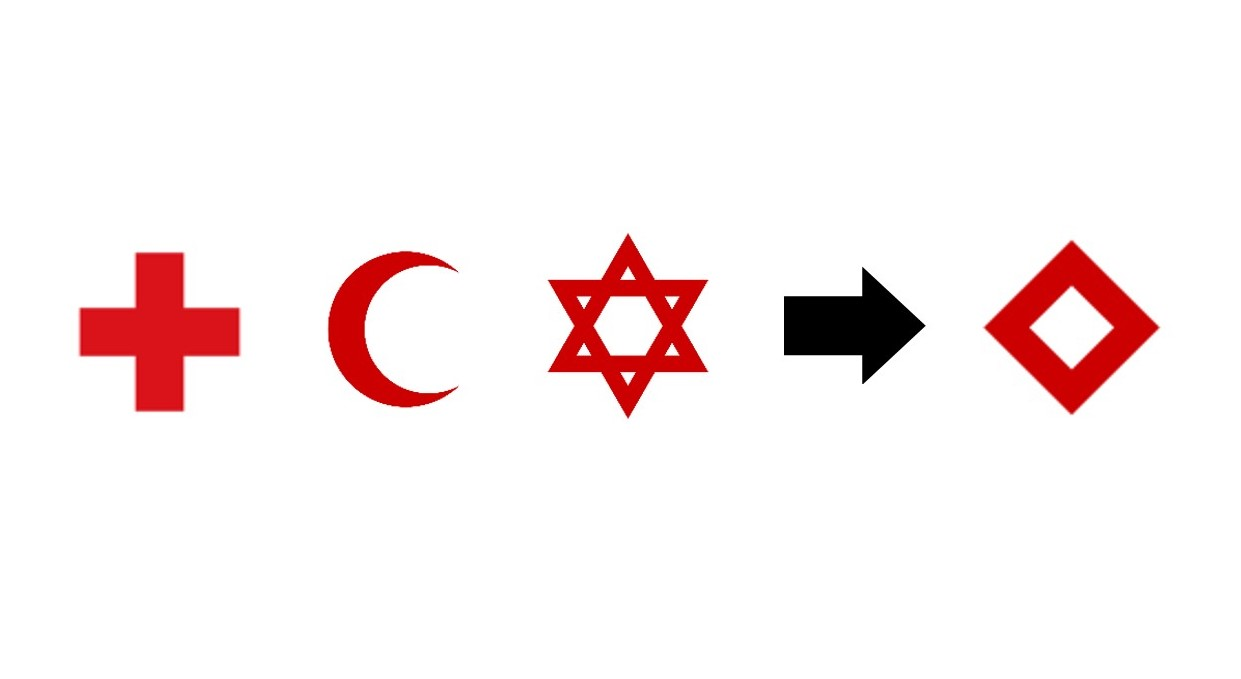
Grafické symboly pro první pomoc (zdravotnickou) spojené s humanitárními organizacemi. 1. Červený kříž (prostředí západní křesťanské kultury). 2. Červený půlměsíc (islámská kultura). 3. Červená Davidova hvězda (židovská kultura). 4. Pro činnost na území, která neuznávají žádnou z uvedených kultur, byl vytvořen symbol „Červeného krystalu“. Užití přesného tvarového vymezení kříže červené barvy řešící síť linií kříže ve čtvercové ploše vodorovně i svisle v poměru 1:1:1 je chráněno předpisy. Obecně jednoduché geometrické typy symbolů nelze chránit, proto je nebarevná kresba kříže využita např. mezi symboly obecné informace ISO, zelená pro lékárny apod.

## Vizuální komunikace ve zdravotnictví
Rychle vnímatelná a jazykové bariéry překonávající vizuální komunikace je ve zdravotnictví nezbytná, neboť zde dochází ke komunikaci mezi odborníky a veřejností a také mezi různými jazykovými skupinami. Vizuální komunikace ve zdravotnictví využívá
- soubory černobílých grafických symbolů vymezené mezinárodními normami, mj. soubory určené pro běžné jevy (orientace – normy ISO), symboly po ovladače, sdělovače přístrojů a technologií (normy IEC) a soubory určené pro bezpečnost a ochranu zdraví (ISO) použitelné v barevných tabulkách pro mutace informací do roviny výstrahy, příkazu, zákazu ad.
- optimalizované soubory symbolů pro odlišení funkcí interiéru zdravotnických zařízení
- pomocný barevný kód pro odlišení typu zdravotnické služby (červený tón – humánní lékařství, modrý tón – veterinární lékařství, zelený tón – lékárenská služba, žlutý tón – hygienická služba)

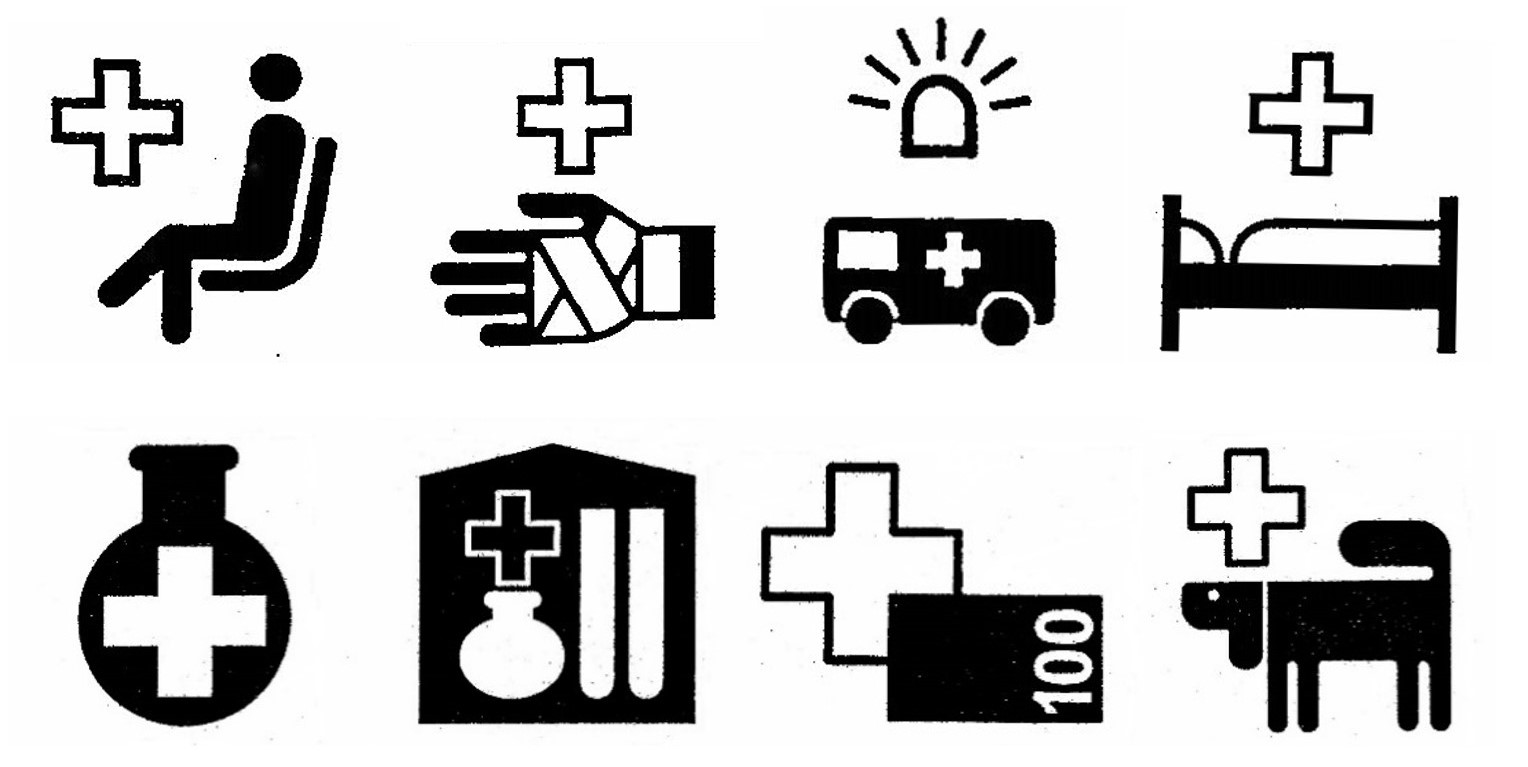
Výběr symbolů používaných nebo navržených pro normu ISO 7001 odlišující základní jevy zdravotnictví (1. místo pro zdravotně postižené, 2. první pomoc, 3. zdravotnická záchranná služba, 4. nemocnice, 5. lékárenská služba, 6. hygienická služba, 7. zdravotní pojišťovna, 8. veterinární zdravotnictví). Norma umožňuje nahradit symbol kříže alternativami.

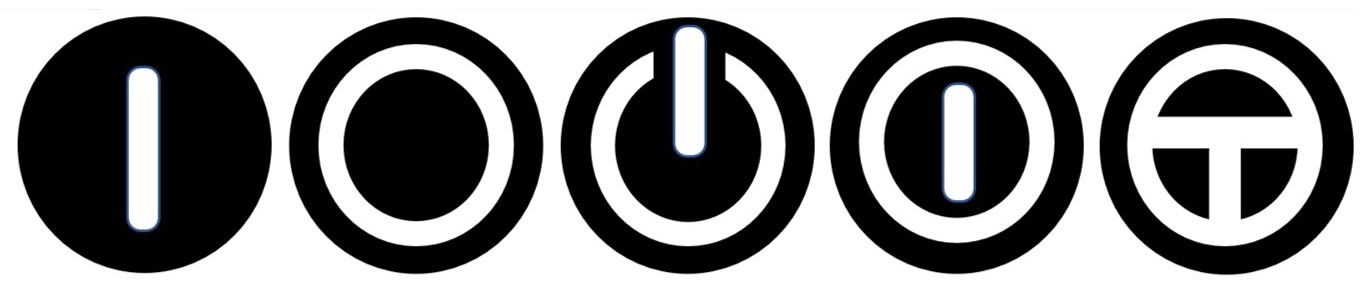
Unifikované symboly IEC pro sdělovače a ovladače přístrojů hrají ve zdravotnických zařízeních důležitou úlohu. 1. zapínač, 2. vypínač, 3. pohotovostní zapnutí, 4. kombinovaný zapínač-vypínač se dvěma polohami, 5. kombinovaný zapínač-vypínač s jednou polohou.